# Gerard Moreno
Gerard Moreno Balagueró (Santa Perpètua de Mogoda, 7 de abril de 1992), mais conhecido como Gerard Moreno, é um futebolista espanhol que atua como atacante. Atualmente joga no Villarreal.

## Carreira
Iniciou sua carreira no Badalona. Em 2010 foi contratado pelo Villarreal procedente das categorias inferiores do Espanyol. Em 5 de março de 2011, estreou como suplente numa partida em que o Villarreal B perdeu por 2-1 contra o Rayo Vallecano, pela Segunda Divisão.
Em 10 de dezembro de 2011 anotou seu primeiro gol como profissional contribuindo a uma vitória por 3-1 em casa ante o Xerez CD na Segunda Divisão Espanhola. Aproximadamente um ano mais tarde jogou sua primeiro partida oficial com a primeira equipe, que perdeu por 1-0 para o Elche.
Na temporada 2015–16 volta ao Espanyol, regressando assim a suas origens.

## Títulos
Villarreal
- Liga Europa: 2020–21

### Prêmios Individuais
- Troféu Zarra: 2019–20, 2020–21
- Seleção da Liga Europa da UEFA: 2020–21
- Melhor Jogador da Liga Europa da UEFA: 2020–21